# Lieoux
Lieoux ist eine französische Gemeinde mit 126 Einwohnern (Stand 1. Januar 2022) im Département Haute-Garonne in der Region Okzitanien (zuvor Midi-Pyrénées). Die Einwohner werden als Lieouxois bezeichnet.

## Geographie
Umgeben wird Lieoux von den fünf Nachbargemeinden:
| Saux-et-Pomarède | Latoue                                      |                            |
| Saint-Gaudens    | Kompassrose, die auf Nachbargemeinden zeigt | Castillon-de-Saint-Martory |
|                  | Landorthe                                   |                            |

## Geschichte
Von 1974 bis 2008 war Lieoux ein Ortsteil der Gemeinde Saint-Gaudens. 

## Bevölkerungsentwicklung
| Jahr                      | 1931 | 1936 | 1946 | 1954 | 1962 | 1968 | 2010 | 2015 | 2016 |
| ------------------------- | ---- | ---- | ---- | ---- | ---- | ---- | ---- | ---- | ---- |
| Einwohner                 | 112  | 124  | 125  | 120  | 118  | 110  | 118  | 125  | 126  |
| Quelle: Cassini und INSEE |      |      |      |      |      |      |      |      |      |

## Sehenswürdigkeiten
- Kirche Saint-Nicolas